# Kasteel Lütetsburg
Het Kasteel Lütetsburg (Duits: Schloss Lütetsburg) is een waterslot gelegen op enige kilometers ten  oosten van de stad Norden, en wel in de plaats Lütetsburg, in de Samtgemeinde Hage, in de landkreis Aurich, in Nedersaksen in Duitsland. Het gehele complex bestaat uit het hoofdslot met een voorburcht en een grote tuin. De tuin is voor een groot gedeelte (tegen geringe betaling) toegankelijk, de rest is privé-eigendom van de Graven  Von Innhausen und Kniphausen en niet toegankelijk. In de kasteeltuin worden van tijd tot tijd rondleidingen georganiseerd. Ook is er een in de lente en zomer geopende horecagelegenheid aanwezig.
Kasteel Lütetsburg ontleent zijn naam aan Lütet Manningha, die het in de 14e eeuw bouwde. Het bleef lange tijd in zijn familie. Een bekende slotheer was Unico Manningha (1529-1588), zoon van Dodo Manningha en Sophia Ripperda, die het in de jaren 1557-76 liet verbouwen in Renaissancestijl. Hij bood op de borg bescherming aan prominente protestantse vluchtelingen uit de Nederlanden, zoals Filips van Marnix van Sint Aldegonde, die er in 1569 "De byencorf" schreef, een satire op de katholieke kerk.